# Samih Moudallal
Samih Moudallal  (né le 20 septembre 1939) est un dirigeant sportif syrien, membre du Comité international olympique depuis 1998.
Ancien champion d'haltérophilie, il a été président de la Fédération syrienne de ce sport et a été nommé président à vie du Comité olympique syrien.